# Groupe d'astronautes 18

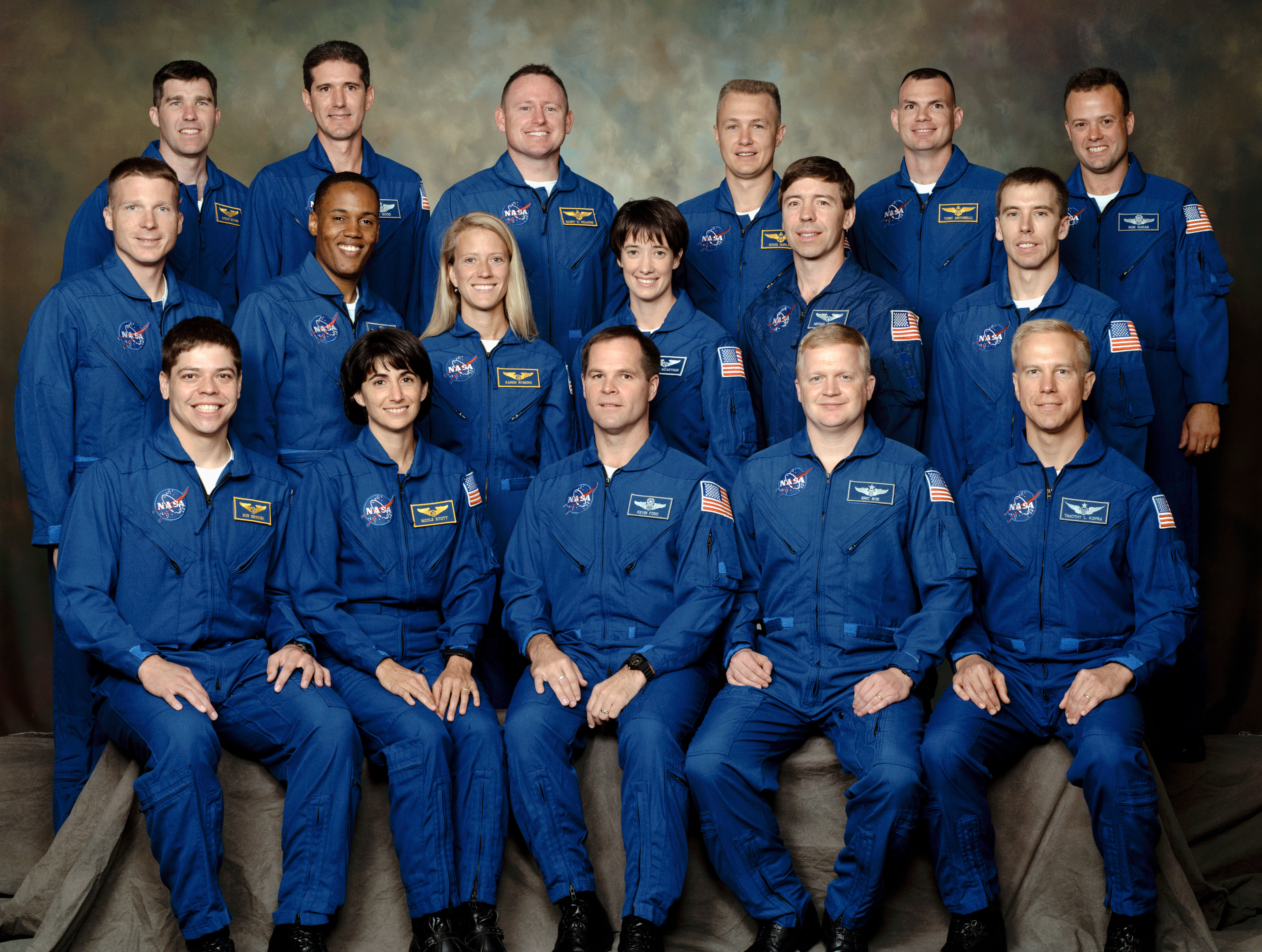
Photo du groupe

Le groupe d'astronautes 18 de la NASA (surnommé « The Bugs ») est un groupe de 17 astronautes sélectionnés en août 2000 et composé de sept pilotes et de dix spécialistes de mission.

## Pilotes
- Dominic A. Antonelli
  - Pilote, STS-119 (Discovery)
  - Pilote, STS-132 (Atlantis)
- Eric A. Boe
  - Pilote, STS-126 (Endeavour)
  - Pilote, STS-133 (Discovery)
- Kevin A. Ford
  - Pilote, STS-128 (Discovery)
- Ronald J. Garan, Jr.
  - Spécialiste de mission, STS-124 (Discovery)
- Douglas G. Hurley
  - Pilote, STS-127 (Endeavour)
  - Pilote, STS-135 (Atlantis)
  - Commandant, SpaceX Demo-2 (Crew Dragon Endeavour)
- Terry W. Virts, Jr.
  - Pilote, STS-130 (Endeavour)
- Barry E. Wilmore
  - Pilote, STS-129 (Atlantis)

## Spécialistes de mission
- Michael R. Barratt
  - Soyouz TMA-14
  - Ingénieur de vol, Expédition 19
  - Ingénieur de vol, Expédition 20
  - Spécialiste de mission, STS-133 (Discovery)
- Robert L. Behnken
  - Spécialiste de mission, STS-123 (Endeavour)
  - Spécialiste de mission, STS-130 (Endeavour)
  - Pilote, SpaceX Demo-2 (Crew Dragon Endeavour)
- Stephen Gerard Bowen
  - Spécialiste de mission, STS-126 (Endeavour)
  - Spécialiste de mission, STS-132 (Atlantis)
  - Spécialiste de mission, STS-133 (Discovery)
- B. Alvin Drew
  - Spécialiste de mission, STS-118 (Endeavour)
  - Spécialiste de mission, STS-133 (Discovery)
- Andrew J. Feustel
  - NEEMO 9
  - Spécialiste de mission, STS-125 (Atlantis)
  - Spécialiste de mission, STS-134 (Endeavour)
  - Ingénieur de vol, Expédition 55
  - Commandant de l'ISS, Expédition 56
- Michael T. Good
  - Spécialiste de mission, STS-125 (Atlantis)
  - Spécialiste de mission, STS-132 (Atlantis)
- Timothy L. Kopra
  - NEEMO 11
  - STS-127 (Endeavour)
  - Ingénieur de vol, Expédition 20
  - STS-128 (Discovery)
  - Ingénieur de vol, Expédition 46
  - Commandant de l'ISS, Expédition 47
- Megan McArthur
  - Spécialiste de mission, STS-125 (Atlantis)
- Karen L. Nyberg
  - NEEMO 10
  - Spécialiste de mission, STS-124 (Discovery)
  - Ingénieur de vol, Expédition 36
  - Ingénieur de vol, Expédition 37
- Nicole P. Stott
  - NEEMO 9
  - STS-128 (Discovery)
  - Ingénieur de vol, Expédition 20
  - Ingénieur de vol, Expédition 21
  - STS-129 (Atlantis)
  - Spécialiste de mission, STS-133 (Discovery)